# Comunidad de Países de Lengua Portuguesa
La Comunidad de Países de Lengua Portuguesa (en portugués: Comunidade dos Países de Língua Portuguesa, CPLP) es un foro multilateral y   organismo internacional entre países de todo el mundo cuya lengua es el idioma portugués, creado en 1996.
La CPLP comprende alrededor de 223 millones de habitantes. Los países de la CPLP totalizan un área aproximada de 10 708 674 kilómetros cuadrados. La sede de la organización se encuentra en Lisboa, Portugal.

## Historia
La CPLP se constituyó en Lisboa el 17 de julio de 1996 con siete estados (Angola, Brasil, Cabo Verde, Guinea-Bissau, Mozambique, Portugal y Santo Tomé y Príncipe). Timor Oriental se unió en el 2002 después de su independencia de Indonesia.
Guinea Ecuatorial y Mauricio fueron aceptados como observadores en 2006, y Senegal en 2008. Guinea Ecuatorial fue aceptado como miembro pleno en 2014.
Georgia, Japón, Namibia y Turquía se asociaron como observadores en 2014. Mientras que, Eslovaquia, Hungría, República Checa y Uruguay lo hicieron en 2016. y más tarde Argentina, Chile, Francia, Andorra, Italia, Luxemburgo, Reino Unido, Serbia fueron incluidos como nuevos miembros Observadores en 2018. En 2021, España se convirtió en Estado Observador Asociado.

## Otros países y territorios que formaron parte del Imperio portugués

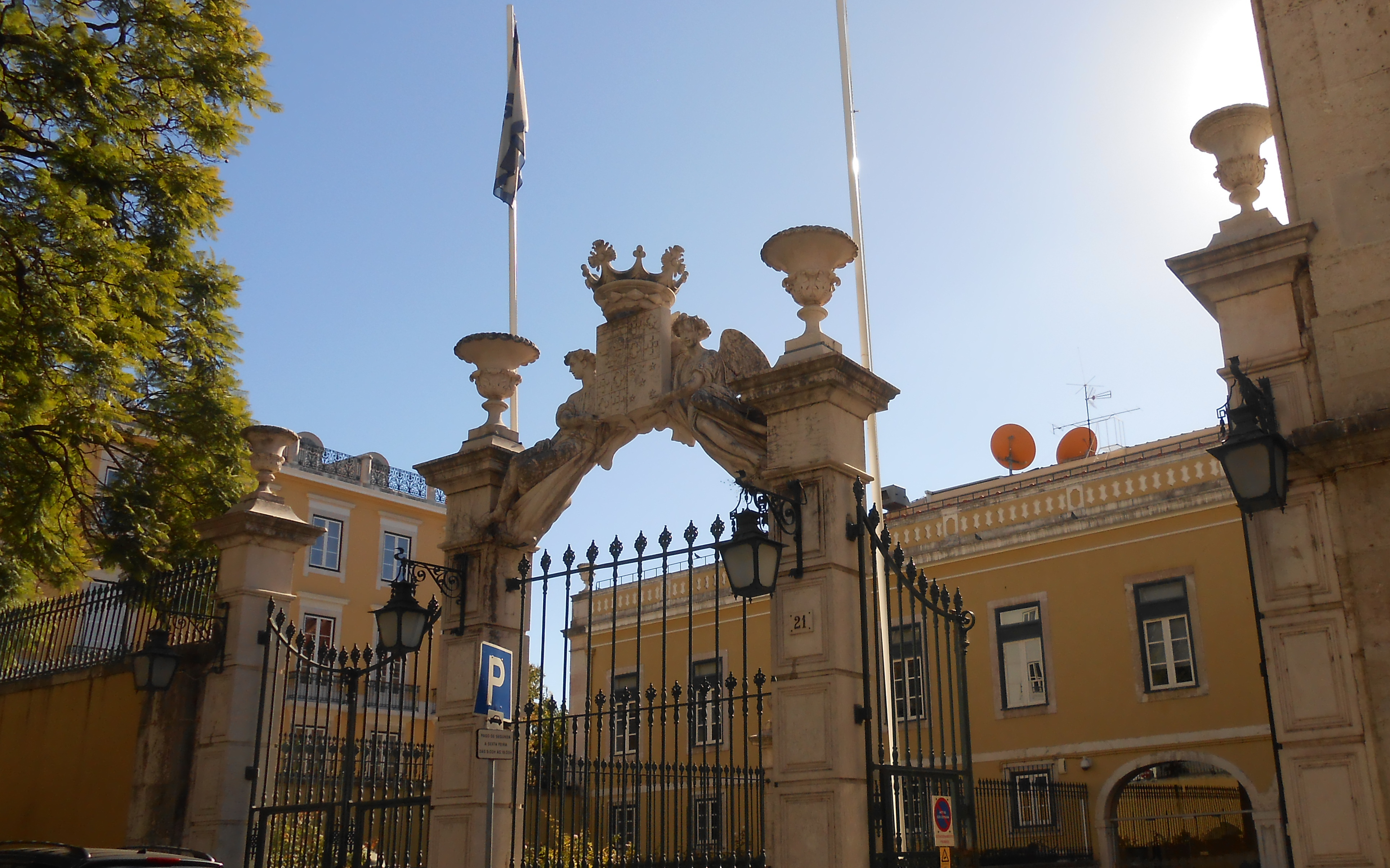
Sede de la secretaría ejecutiva de la CPLP en el Palacio Penafiel de la ciudad de Lisboa, la capital de Portugal.

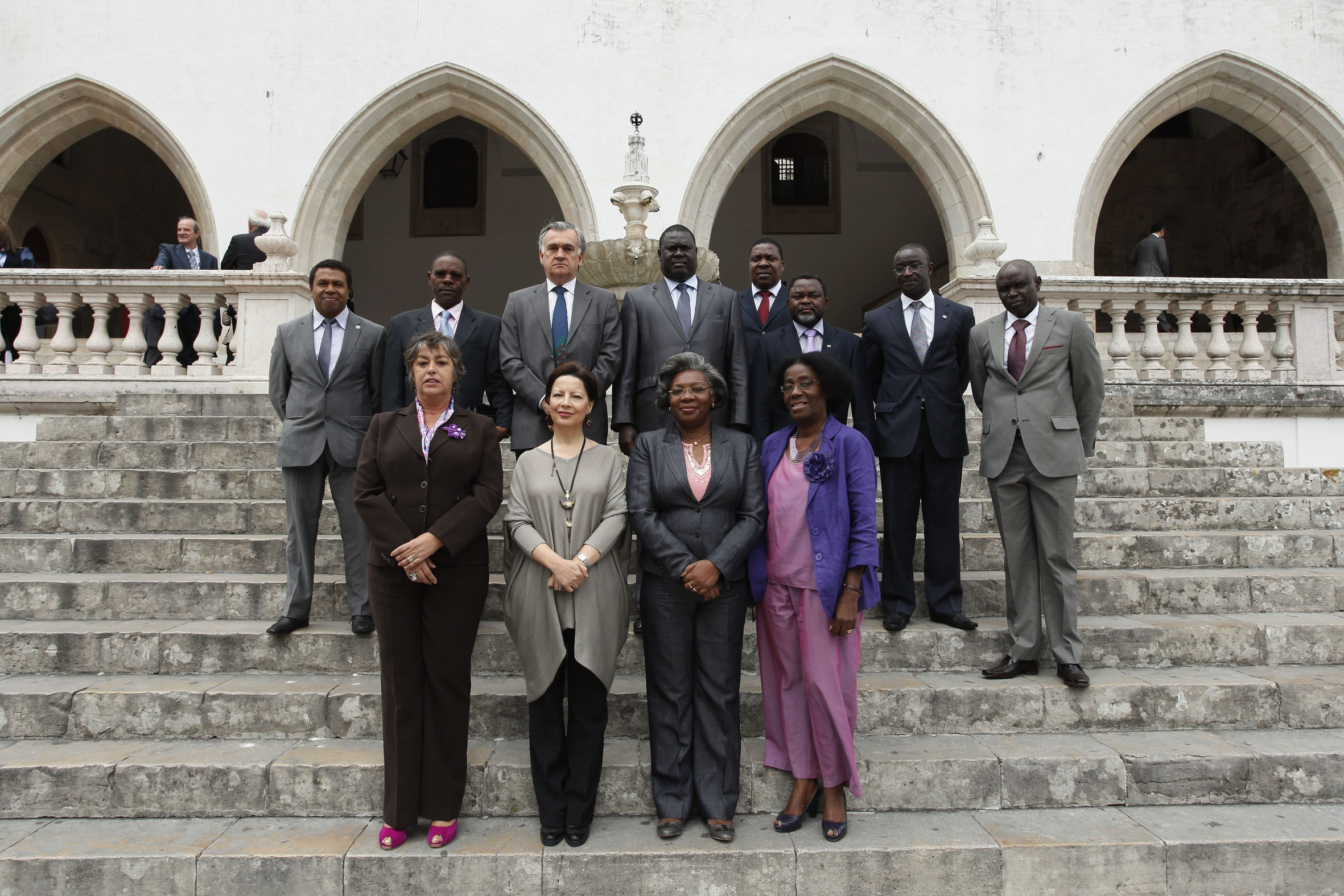
VII Reunión de Ministros de Cultura de la CPLP en 2010.

Existen otros países y territorios que formaron parte del Imperio portugués o que estuvieron bajo la soberanía de Portugal pero que no pertenecen a la CPLP como es el caso de Marruecos, aunque este mostró interés en pertenecer a dicha comunidad.
En diversas partes del mundo existen lugares que por precisiones históricas tendrían una posibilidad de pertenecer a la Comunidad de Países de Lengua Portuguesa pero que no lo hacen actualmente.
En África pertenecieron a la soberanía portuguesa: 
- Etiopía entre los siglos XV y XVI, ocupada después por Italia.
- Zambia (brevemente ocupada en el siglo XIX, aunque tampoco fue reconocida en los tratados internacionales).
- Cabinda, territorio perteneciente actualmente a Angola, fue un protectorado portugués hasta el año 1975 a diferencia de los otros territorios, hoy países independientes y soberanos, que actualmente tienen el portugués como lengua oficial.
- También pertenecieron a Portugal las islas de Santa Elena y Tristán da Cunha, actualmente territorios pertenecientes al Reino Unido.

En Asia también existen territorios que estuvieron bajo el poder del Imperio portugués. 
- En el caso de India, fueron posesiones portuguesas Damán y Diu, Dadra y Nagar Haveli y Goa.
- En China la ciudad de Macao.
- Ceilán (actual Sri Lanka), que siglos más tarde pasaría a formar parte del Imperio británico.
- También algunos territorios de Borneo, Indonesia y Japón, en las que Portugal estableció solo puntos comerciales en diferentes puntos lejanos en los puertos como Goa, Malaca, las islas Molucas, Macao y Nagasaki, este último fundada por los portugueses en 1570. Todas ellas quedaron reducidas y solo se permaneció con Goa, Macao y su antigua posición por mucho tiempo de Timor Oriental.

En América, además de Brasil, también Uruguay y la actual provincia de Misiones, Argentina, estuvo bajo control luso, y tiene áreas donde es hablado el idioma portugués como lengua materna, aunque ha sido influenciado por el español.

## Importancia de la CPLP
Los hablantes de la lengua portuguesa suman más de 273 millones de personas alrededor del mundo, con algunas características culturales e históricas compartidas. Las naciones de la CPLP, en conjunto, tienen un área total de cerca de 10 742 000 kilómetros cuadrados. (Superficie mayor que Canadá)

Bandera de la CPLP

Desde su formación, la CPLP ha ayudado a solucionar problemas en Santo Tomé y Príncipe, y en Guinea-Bissau, producto de golpes de estado en ambos países. Ha ayudado a estos dos países para llevar a cabo reformas económicas (en el caso de Santo Tomé) y democráticas (en el caso de Guinea-Bissau).
Los líderes del CPLP creen que la paz en Angola y Mozambique, así como la independencia de Timor Oriental, favorecerán el desarrollo posterior de la CPLP y una consolidación de la cooperación multilateral.
Dado que muchos niños en áreas rurales del África Lusófona y de Timor Oriental, no están escolarizados, los funcionarios de educación de Portugal y Brasil intentan ayudar a estas regiones para aumentar la enseñanza de la lengua portuguesa. Se han establecido centros de enseñanza de la lengua (Instituto Camões) en las principales ciudades y áreas rurales. Estas acciones buscan convertir al portugués en uno de los idiomas más importantes del África meridional, también se enseña portugués en Namibia y Sudáfrica.
Existen naciones de habla portuguesa, donde el portugués es la lengua del gobierno y del comercio. Lo cual significa que la gente de habla portuguesa de las naciones africanas puede trabajar y comunicarse con otras en diversas partes del mundo, especialmente en Portugal y el Brasil, países con economías más fuertes. Por ello se está convirtiendo en obligatoria la enseñanza del portugués en las escuelas para mejorar la fluidez entre los jóvenes.

## Observadores consultivos
Además de los países con estatuto de Observador Asociado, la CPLP también incluye en su estructura a organizaciones de la sociedad civil de los países miembros como Observadores Consultivos.
| País                  | Observadores consultivos |
| --------------------- | --- |
| Alemania              | - Sociedade Alemã para os Países Africanos de Língua Portuguesa |
| Angola                | - Fundação Agostinho Neto - Fundação Eduardo dos Santos |
| Brasil                | - Academia Brasileña de Letras - Conselho Nacional de Secretários de Saúde dos Estados Brasileiros - Comissão InterPaíses/Países de Língua Oficial Portuguesa (Fundação Rotarianos São Paulo) - Fundação Oswaldo Cruz - Fundação Roberto Marinho - Instituto Histórico e Geográfico Brasileiro - Universidade Estadual de Campinas - Universidade Federal da Bahia - Universidade Federal do Rio de Janeiro - Universidade Federal de Pernambuco |
| Cabo Verde            | - Fundação Amílcar Cabral |
| Estados Unidos        | - Instituto Pedro Pires de Estudos Cabo-Verdianos |
| Galicia ( España)     | - Academia Galega da Língua Portuguesa - Consejo de la Cultura Gallega |
| Macao ( China)        | - Instituto Internacional de Macau - Universidade de São José |
| Portugal              | - Assistência Médica Internacional - Associação das Misericórdias de Portugal - Associação dos Ex-Deputados da Assembleia da República Portuguesa - Centro de Conciliação e Mediação de Conflitos - Concórdia - Círculo de Reflexão Lusófona - Faculdade de Direito da Universidade de Lisboa - Fundação Bial - Fundação Calouste Gulbenkian - Fundação Champalimaud - Fundação D. Manuel II - Fundação Luso-Americana para o Desenvolvimento - Fundação Luso-Brasileira para o Desenvolvimento do Mundo de Língua Portuguesa - Fundação Mário Soares - Fundação Oriente - Fundação para a Divulgação das Tecnologias de Informação - Fundação para o Desenvolvimento da Comunidade - Fundação Portugal-África - Instituto de Higiene e Medicina Tropical - Médicos do Mundo - Organização Paramédicos de Catástrofe Internacional - Sociedade de Geografia de Lisboa - União das Mutualidades Portuguesas - Universidade Lusófona de Humanidades e Tecnologias |
| Santo Tomé y Príncipe | - Fundação Novo Futuro |
| Timor Oriental        | - Universidad Nacional de Timor Oriental |
| CPLP                  | - Associação das Universidades de Língua Portuguesa - Associação dos Comités Olímpicos de Língua Oficial Portuguesa - Comunidade Médica de Língua Portuguesa - Comunidade Sindical dos Países de Língua Portuguesa - Confederação da Publicidade dos Países de Língua Portuguesa - Conselho Empresarial da CPLP - Fórum da Juventude da CPLP - União dos Advogados de Língua Portuguesa - Saúde em Português |

### Algunas entidades de la lengua portuguesa en el mundo
Existen otras entidades con carácter oficial en sus respectivos países que forman parte de la red de instituciones cuya misión es enseñar y divulgar el idioma portugués.  Dichas instituciones, como entidades divulgadoras de la lengua portuguesa, son:
| País/Región       | Asociación |
| ----------------- | --- |
| Alemania          | - Centro de Lengua Portuguesa de Hamburgo - Instituto de Estudios Latinoamericanos de la Universidad Libre de Berlín |
| América Latina    | - Asociación de Lingüística y Filología de América Latina - Asociación de Estudios Latinoamericanos |
| Austria           | - Centro de Lengua Portuguesa de Graz |
| Angola            | - Centro de Lengua Portuguesa de Benguela |
| Argentina         | - Asociación Argentina de Profesores de Portugués - Centro de Lengua Portuguesa de Buenos Aires |
| Australasia       | - Asociación de Estudios Ibéricos y latinoamericanos de Australasia |
| Bélgica           | - Centro de Lengua Portuguesa de Bruselas - Grupo Interuniversitario de Estudios Latinoamericanos de Bélgica |
| Brasil            | - Centro Cultural Brasil - PEN Club de Brasil |
| Bulgaria          | - Centro de Lengua Portuguesa de Sofía |
| Cabo Verde        | - Centro de Lengua Portuguesa de Praia |
| Canadá            | - Asociación Canadiense de Estudios Latinoamericanos y del Caribe - Centro Cultural Portugués Canadiense - Escuela Portuguesa de Manitoba - Centro de Lengua Portuguesa de Toronto |
| Chile             | - Centro de Lengua Portuguesa de Santiago de Chile |
| China             | - Asociación China del Estudio de la Literatura Española, Portuguesa y Latinoamericana - Sociedad China para la Enseñanza e Investigación de las Lenguas Española y Portuguesa - Centro de Lengua Portuguesa de Macao                                                                      |
| Corea del Sur     | - Asociación Coreana de Estudios Latinoamericanos - Centro de Lengua Portuguesa de Seúl |
| Croacia           | - Centro de Lengua Portuguesa de Zagreb |
| España            | - Asociación de Profesores de Portugués en España - Centro de Lengua Portuguesa de Barcelona |
| España y Portugal | - Instituto Iberoamericano de Estudios Jurídicos |
| Estonia           | - Centro de Lengua Portuguesa de Tallin |
| Etiopía           | - Centro de Lengua Portuguesa de Adís Abeba |
| Estados Unidos    | - Asociación Americana de Profesores de Español y Portugués - Centro de Lengua Portuguesa de Boston - Instituto Internacional de Literatura Iberoamericana de la Universidad de Pittsburgh                                                                                                 |
| Francia           | - Centro de Estudios Ibéricos e Iberoamericanos de la Universidad Federal de Toulouse Midi-Pyrénées - Centro de Lengua Portuguesa de Lille |
| Georgia           | - Centro de Lengua Portuguesa de Tiflis |
| Guinea-Bisáu      | - Centro de Lengua Portuguesa de Bissau |
| Iberoamérica      | - Asociación de Estados Iberoamericanos para el Desarrollo de las Bibliotecas Nacionales de Iberoamérica - Instituto Iberoamericano de Altos Estudios Judiciales - Organización de Estados Iberoamericanos para la Educación, la Ciencia y la Cultura - Red Iberoamericana de Terminología |
| Indonesia         | - Asociación Iberoamericana de Yakarta - 1978 |
| Italia            | - Asociación Italiana de Estudios Iberoamericanos |
| Japón             | - Asociación Japonesa de América Latina y el Caribe - Asociación Japonesa de Estudios Latinoamericanos |
| Marruecos         | - Asociación Marroquí de Estudios Ibéricos e Iberoamericanos |
| Países Bajos      | - Centro de Estudios y Documentación Latinoamericanos de los Países Bajos |
| Paraguay          | - Instituto Guimarães Rosa de Asunción |
| Perú              | - Asociación de Profesores de Portugués como lengua extranjera en Perú - Centro Cultural de la Lengua Portuguesa en Perú |
| Portugal          | - Instituto de Cooperación de la Lengua Portuguesa Luís de Camões |
| Rumania           | - Asociación de Estudios Iberoamericanos de Rumania |
| Suecia            | - Instituto Nórdico de Estudios Latinoamericanos |
| Turquía           | - Centro de Estudios Latinoamericanos de la Universidad de Ankara |
| Ucrania           | - Centro de Lengua Portuguesa de Kiev |
| Uruguay           | - Asociación de Profesores de Portugués como lengua extranjera del Uruguay - Centro de Estudios Literarios Iberoamericanos Mario Benedetti |
| Venezuela         | - Asociación Venezolana de Enseñanza de Lengua Portuguesa - Asociación Latinoamericana de Investigadores de la Comunicación |